# Synagoga im. Chaima Halberstama w Bochni
Synagoga im. Chaima Halberstama w Bochni – dom modlitwy znajdujący się w Bochni, przy ulicy Kraszewskiego.
Synagoga została zbudowana najprawdopodobniej na początku XX wieku z inicjatywy Towarzystwa Bożnicy Halberstam. Modlili się i studiowali w niej wyłącznie chasydzi bobowscy, zwolennicy cadyków z dynastii Halberstamów.
Podczas II wojny światowej hitlerowcy zdewastowali synagogę i urządzili w niej warsztat. W maju 1946 roku na prośbę Kongregacji Wyznania Mojżeszowego w Bochni, synagoga została wyburzona ze względu na fatalny stan techniczny.